# Slowaakse Socialistische Republiek
De Slowaakse Socialistische Republiek (Slowaaks: Slovenská socialistická republika, afkorting: SSR) was van 1969 tot 1990 de officiële naam van Slowakije, het oostelijke deel van Tsjecho-Slowakije.

## Geschiedenis
Na de Praagse Lente werd op 28 oktober 1968 besloten om de eenheidsstaat Tsjecho-Slowakije om te vormen in een federatie. Vanaf 1 januari 1969 zou de staat opgedeeld worden in de Tsjechische Socialistische Republiek (ČSR) en de Slowaakse Socialistische Republiek (SSR). Slowakije kreeg een eigen parlement: de Slowaakse Nationale Raad. In feite was de federalisering alleen symbolisch, want alle macht bleef bij de Communistische Partij.
Na de Fluwelen Revolutie van 1989 werd de naam van de Slowaakse Socialistische Republiek veranderd in "Slowaakse Republiek".
Op 1 januari 1993 werd Tsjecho-Slowakije opgesplitst en werd de Slowaakse Republiek een onafhankelijk land.